# WTA Elite Trophy 2019 - Singolare
Ashleigh Barty era la detentrice del titolo, ma non ha partecipato perché qualificata alle WTA Finals.
In finale Aryna Sabalenka ha battuto Kiki Bertens con il punteggio di 6-4, 6-2.

## Teste di serie
1. Kiki Bertens (finale)
2. Sofia Kenin (round robin)
3. Madison Keys (round robin)
4. Aryna Sabalenka (campionessa)
5. Petra Martić (round robin)
6. Elise Mertens (round robin)

1. Alison Riske (round robin)
2. Donna Vekić (round robin)
3. Maria Sakkarī (round robin)
4. Dayana Yastremska (round robin)
5. Karolína Muchová (semifinale)
6. Zheng Saisai (semifinale)

### Riserve
1. Anastasija Sevastova (non ha giocato)

1. Anastasia Pavlyuchenkova (non ha giocato)

## Tabellone

### Legenda
| - Q = Qualificato - WC = Wild card - LL = Lucky loser | - ALT = Alternate - SE = Special Exempt - PR = Protected Ranking | - w/o = Walkover - r = Ritirato - d = Squalificato |

### Parte finale
|  | Semifinali | Semifinali       | Semifinali       | Semifinali | Semifinali |  |  | Finale | Finale          | Finale          | Finale | Finale |  |
|  |            |                  |                  |            |            |  |  |        |                 |                 |        |        |  |
|  | 1          | Kiki Bertens     | 2                | 6          | 6          |  |  |        |                 |                 |        |        |  |
|  | 12/WC      | Zheng Saisai     | 6                | 3          | 4          |  |  | 1      | Kiki Bertens    | Kiki Bertens    | 4      | 2      |  |
|  | 11         | Karolína Muchová | Karolína Muchová | 5          | 64         |  |  | 4      | Aryna Sabalenka | Aryna Sabalenka | 6      | 6      |  |
|  | 4          | Aryna Sabalenka  | Aryna Sabalenka  | 7          | 7          |  |  |        |                 |                 |        |        |  |

### Gruppo Azalea
|    |                   | Bertens     | Vekić       | Yastremska  | RR V–P | Set V-P    | Game V-P    | Classifica |
| 1  | Kiki Bertens      |             | 7–6(5), 6–2 | 6–4, 6–3    | 2–0    | 4–0 (100%) | 25–15 (63%) | 1          |
| 8  | Donna Vekić       | 6(5)–7, 2–6 |             | 6(6)–7, 2–6 | 0–2    | 0–4 (0%)   | 16–26 (38%) | 3          |
| 10 | Dayana Yastremska | 4–6, 3–6    | 7–6(6), 6–2 |             | 1–1    | 2–2 (50%)  | 20–20 (50%) | 2          |

### Gruppo Camelia
|    |                  | Kenin         | Riske         | Muchová       | RR V–P | Set V-P   | Game V-P    | Classifica |
| 2  | Sofia Kenin      |               | 6–4, 6–4      | 4–6, 6–4, 3–6 | 1–1    | 3–2 (60%) | 25–24 (51%) | 2          |
| 7  | Alison Riske     | 4–6, 4–6      |               | 6–2, 2–6, 5–7 | 0–2    | 1–4 (20%) | 21–27 (44%) | 3          |
| 11 | Karolína Muchová | 6–4, 4–6, 6–3 | 2–6, 6–2, 7–5 |               | 2–0    | 4–2 (67%) | 31–26 (54%) | 1          |

### Gruppo Orchidea
|       |              | Keys     | Martić   | Zheng    | RR V–P | Set V-P   | Game V-P    | Classifica |
| 3     | Madison Keys |          | 6–3, 6–4 | 4–6, 2–6 | 1–1    | 2–2 (50%) | 18–19 (49%) | 3          |
| 5     | Petra Martić | 3–6, 4–6 |          | 6–4, 6–3 | 1–1    | 2–2 (50%) | 19–19 (50%) | 2          |
| 12/WC | Zheng Saisai | 6–4, 6–2 | 4–6, 3–6 |          | 1–1    | 2–2 (50%) | 19–18 (51%) | 1          |

### Gruppo Rosa
|   |                 | Sabalenka     | Mertens       | Sakkarī       | RR V–P | Set V-P   | Game V-P    | Classifica |
| 4 | Aryna Sabalenka |               | 6–4, 3–6, 7–5 | 6–3, 6–4      | 2–0    | 4–1 (80%) | 28–22 (56%) | 1          |
| 6 | Elise Mertens   | 4–6, 6–3, 5–7 |               | 6–2, 3–6, 6–1 | 1–1    | 3–3 (50%) | 30–25 (55%) | 2          |
| 9 | Maria Sakkarī   | 3–6, 4–6      | 2–6, 6–3, 1–6 |               | 0–2    | 1–4 (20%) | 16–27 (37%) | 3          |